# بيتر روز (شاعر)
بيتر روز (بالإنجليزية: Peter Rose)‏ هو شاعر أسترالي، ولد في 8 يونيو 1955 في وانجارتا في أستراليا.